# Liliane Perrin
Pour les articles homonymes, voir Perrin.
Liliane Perrin, née Hélène Perrin en 1940 à Aigle et morte en 1995, est une journaliste, écrivaine, auteure de théâtre et animatrice de radio vaudoise.

## Biographie
Liliane Perrin est encore très jeune lorsqu'elle décide de partir pour Paris. Dans la capitale française, elle commence une carrière de journaliste et écrit ses premiers romans.
Saluée comme la « Sagan suisse », Liliane Perrin décrit dans ses romans des héroïnes qui se rebellent contre la société bourgeoise dont elles sont issues, contre ses contraintes et son ennui. Leur révolte prend souvent la forme de provocation sexuelle : liaisons incestueuses ou homosexuelles dans La fille du pasteur paru en 1965, relation ambiguë entre une femme et un enfant dans La route étroite paru en 196).
Elle revient au roman en 1993 avec Un marié sans importance pour relater l'expérience de son mariage avec un jeune clandestin albanais du Kosovo. Elle décède en 1995.
En 2006, paraît en édition de poche La fille du pasteur, suivie d'une biographie rédigée par Michèle Stroun. 

## Distinction
- 1995 - Prix Genève-Montréal

## Œuvres
- La Fille du pasteur, Paris, 1965 (publié sous le nom d’Hélène Perrin)
- La Route étroite, Paris, 1967 (publié sous le nom d’Hélène Perrin)
- L'Album privé du général Guisan, Lausanne, 1986.
- Micro en mains, Lausanne, 1989.
- Un marié sans importance. - Genève, 1993.

## Sources
- « Liliane Perrin », sur la base de données des personnalités vaudoises sur la plateforme « Patrinum » de la Bibliothèque cantonale et universitaire de Lausanne.
- Histoire de la littérature en Suisse romande, sous la direction de Roger Francillon, vol. 3, p. 320
- Alain Nicollier, Henri-Charles Dahlem, Dictionnaire des écrivains suisses d'expression française, vol. 2, p. 660-661
- Liliane Perrin sur Viceversa Littérature.